# Добань, Лайош
Ла́йош До́бань (венг. Dobány Lajos; род. 4 августа 1955, Хатван) — венгерский футболист, игравший на позиции полузащитника.

## Карьера
Свою карьеру начал в клубе Целлдёмёлк ВСЕ, из которого перешёл в Халадаш. 30 сентября 1973 года он впервые выступил в чемпионате Венгрии в матче против Дороги АЦ (1:0). В 1976 году он стал игроком Печи Мечек, из которым снова вышел в чемпионат Венгрии. В сезоне 1977/1978 он добрался до финала Кубка Венгрии. В финальном матче против Ференцвароша (2:4 после дополнительного времени) сыграл 60 минут. В 1983 году вернулся в Халадаш. В сезоне 1982/1983 стал лучшим бомбардиром чемпионата Венгрии, забив 23 гола. В Халадаше провел полтора сезона, а потом опять стал игроком Печи Мечек, где тоже играл полтора сезона. Вместе с этой командой выступил в двухматчевом поединке против Фейеноорда (1:0 и 0:2). В 1987 году стал игроком Залаэгерсег, а летом 1988 года завершил карьеру. Итого, в чемпионате Венгрии выступил в 301 матче. После завершения карьеры работал футбольным деятелем, между прочим занимая должности регионального директора Венгерской футбольной федерации в медье Ваш.